# Football Club Lantana Tallinn
El FC Lantana Tallinn fue un club de fútbol de Estonia, de la ciudad de Tallin. Fue fundado en 1994 a partir del Nikol Markelor Tallinn y desapareció en 1999. El club estaba muy identificado con la minoría rusa de Estonia, ya que prácticamante todos sus jugadores eran rusos.

## Historia
El FC Lantana nace en 1994, después que la familia Belov comprase los derechos del histórico Nikol Tallinn (antiguo TVMK), que jugaba en la Meistriliiga. Pronto se convirtió en uno de los equipos punteros de Estonia y en su primer año de vida (jugando como Lantana Merkelor) se proclamó subcampeón de liga y copa. Al año siguiente conquistó su primer trofeo, la Meistriliiga de 1996, título que revalidó en 1997. En 1997 y 1998 fue nuevamente subcampeón de Copa.
La temporada 1996/97 se convirtió en el primer club estonio en superar una eliminatoria europea, concretamente fue en la Copa de la UEFA, donde eliminó al ÍBV Vestmannaeyjar de Islandia para caer en segunda ronda frente al FC Aarau suizo.
A principios de 1999 substituyó su tradicional uniforme de rayas blancas y negras por camiseta celeste y pantalones y medias azules. El club fue disuelto al término de esa temporada.

## Estadio
El Viimsi Staadion  es un estadio multipropósito en Haabneeme, en la parroquia Viimsi, en Estonia, a las afueras de la capital, Tallin, con una capacidad para 2 .000 espectadores. El estadio fue utilizado antes por el Lantana Tallinn un club de fútbol ya desaparecido. El tamaño del terreno de juego es de 105 por 70 metros. A partir de 2007 es el estadio del Tallinn Rugby Football Club y la sede temporal del equipo de Rugby  Nacional de Estonia a través de la cooperación entre la Unión de Rugby de Estonia y Nord West Kinnisvara OÜ. El equipo se maneja a través de la Unión de Rugby de Estonia, que supervisa todo el rugby en ese país europeo.

## Palmarés

### Torneos nacionales
- Meistriliiga (2): 1997, 1996
- Supercopa de Estonia (1): 1998

## Participación en competiciones de la UEFA
| Temporada | Torneo                | Ronda             | Club            | Casa | Visita | Global |
| --------- | --------------------- | ----------------- | --------------- | ---- | ------ | ------ |
| 1995/96   | UEFA Cup Winners' Cup | 1° Clasificatoria | DAG-Liepāja     | 0–0  | 0–3    | 0–3    |
| 1996/97   | UEFA Cup              | 1° Clasificatoria | ÍV              | 2–1  | 0–0    | 2–1    |
| 1996/97   | UEFA Cup              | 2° Clasificatoria | FC Aarau        | 2–0  | 0–4    | 2–4    |
| 1997/98   | Champions League      | 1° Clasificatoria | FC Jazz         | 0–2  | 0–1    | 0–3    |
| 1998/99   | UEFA Cup Winners' Cup | 1° Clasificatoria | Hearts          | 0–1  | 0–5    | 0–6    |
| 1999/00   | UEFA Cup              | 1° Clasificatoria | Torpedo Kutaisi | 0–5  | 2–4    | 2–9    |